# Arellanos
Arellanos är en ort i Mexiko.   Den ligger i kommunen Huanusco och delstaten Zacatecas, i den centrala delen av landet, 500 km nordväst om huvudstaden Mexico City. Arellanos ligger 1 550 meter över havet och antalet invånare är 255.
Terrängen runt Arellanos är kuperad västerut, men österut är den platt. Runt Arellanos är det glesbefolkat, med 12 invånare per kvadratkilometer. Närmaste större samhälle är Tabasco, 11,6 km nordost om Arellanos. I omgivningarna runt Arellanos växer huvudsakligen savannskog.